# Hindustan Aeronautics
Hindustan Aeronautics Limited (em hindi:  हिंदुस्तान एरोनॉटिक्स लिमिटेड; HAL, em hindi:  हि ए लि) é uma empresa estatal indiana do ramo aeroespacial e de defesa com sede na cidade de Bangalore, Karnataka. É governada sob a gestão do Ministério da Defesa indiano. A empresa de propriedade do governo está principalmente envolvida nas operações da indústria aeroespacial. Estas incluem a fabricação e a montagem de aeronaves, equipamentos de navegação e de comunicações e a operação de aeroportos.

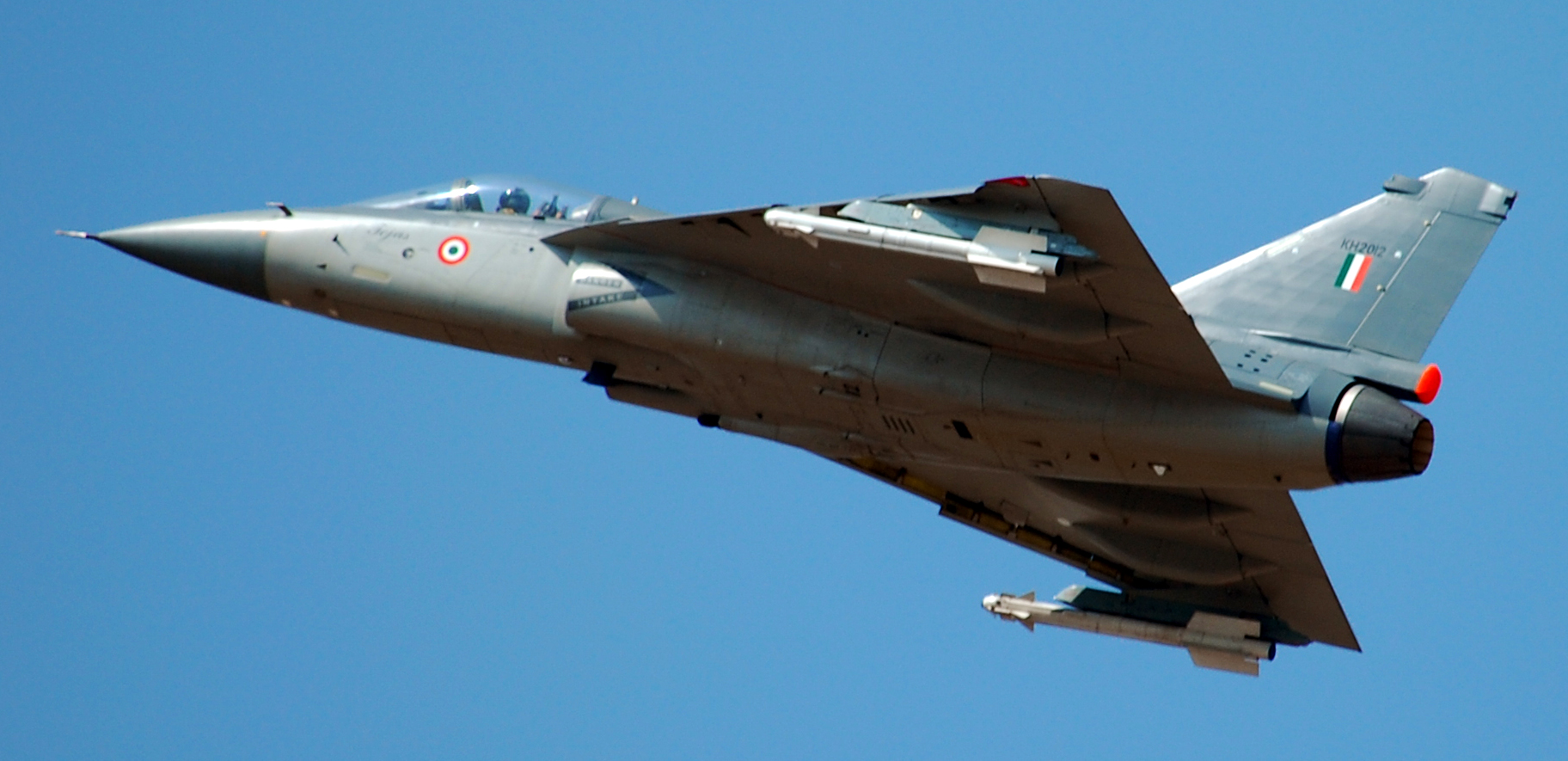
Caça militar HAL Tejas

A HAL construiu o primeiro avião militar da Ásia Meridional. A empresa está atualmente envolvida na concepção, fabricação e montagem de aeronaves, motores a jato, helicópteros e seus acessórios. Ela tem várias instalações espalhadas por toda a Índia. O engenheiro alemão Kurt Tank projetou o caça-bombardeiro HF-24 Marut, o primeiro caça feito na Índia.
Hindustan Aeronautics tem uma longa história de colaboração com várias outras agências nacionais e internacionais do setor aeroespacial, como Airbus, Boeing, Lockheed Martin, Sukhoi Aviation Corporation, Elbit Systems, Israel Aircraft Industries, RSK MiG, BAE Systems, Rolls-Royce, Dassault Aviation, MBDA, EADS, Tupolev, Ilyushin Design Bureau, Dornier Flugzeugwerke e Organização Indiana de Pesquisa Espacial.